# Nochentera
«Nochentera» es una canción interpretada por la cantante española Vicco, compuesta por la cantante, Joan Valls Paniza y Rubén Peréz, mientras que la producción estuvo a cargo de Kickbombo y Vicco. Fue lanzada a través de la compañía Sony Music, el 18 de diciembre de 2022, como una de las canciones participantes del festival de la canción Benidorm Fest 2023, con el objetivo de representar a España para el Festival de la Canción de Eurovisión; posteriormente, su participación en el certamen concluyó en el tercer puesto.

## Composición y letra
«Nochentera» fue compuesta por Vicco, Joan Valls Paniza y Rubén Peréz Pérez, quien además se encargó de la producción del tema junto a la cantante. De acuerdo con Vicco, la letra habla sobre «habla sobre ese momento en el que te gusta una persona y haces lo que sea para verla». La composición de la canción comenzó en mayo de 2022, antes de saber de su participación en el concurso de RTVE, tras descubrir en el ordenador del estudio en el que se encontraba un beat de título "noche ochentera", sobre el que empezó a componer.

## Benidorm Fest 2023

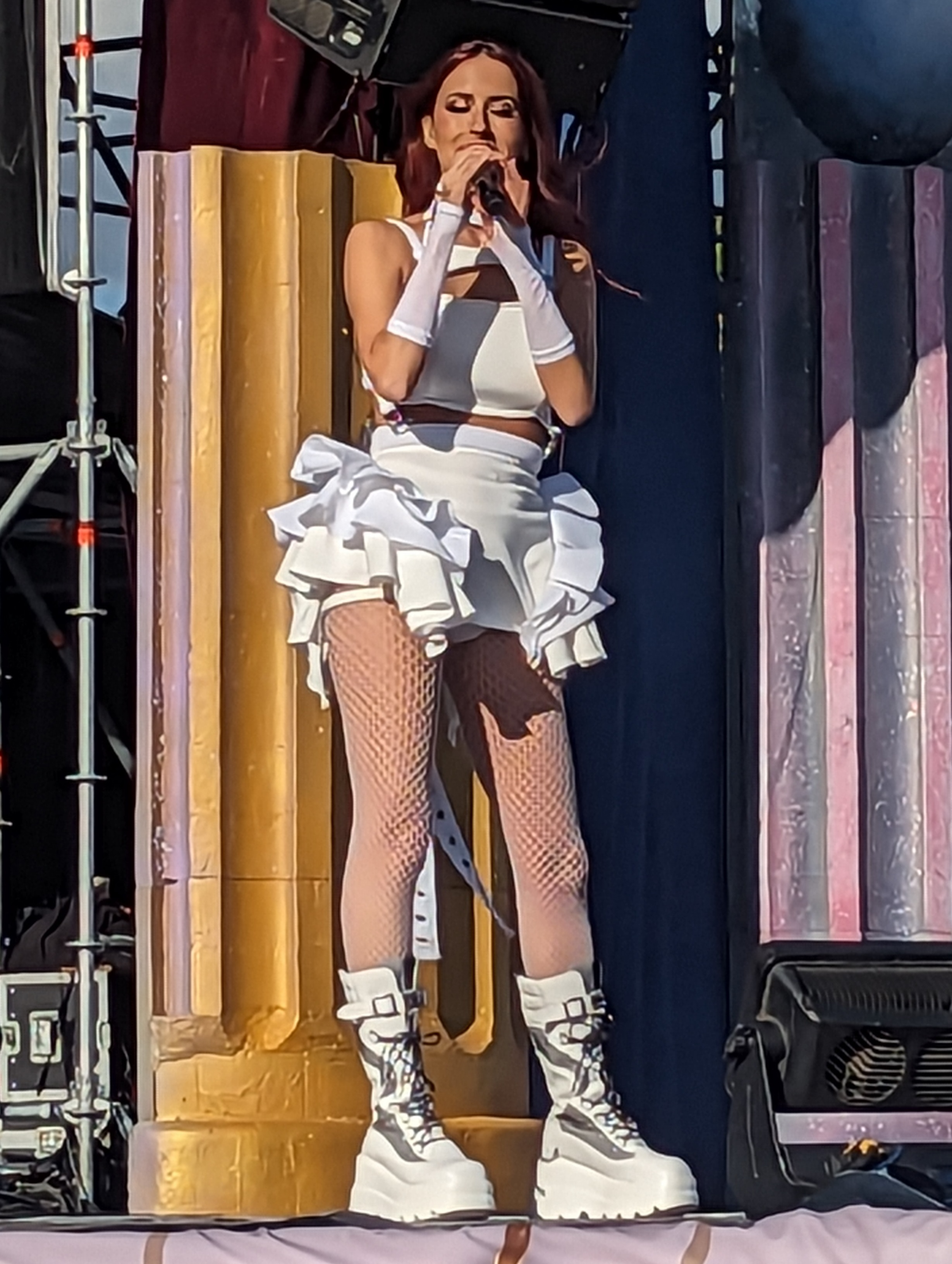
La cantante Vicco durante su actuación en el festival Brava Madrid en septiembre de 2023

«Nochentera» participó en el festival de la canción Benidorm Fest 2023, organizado por Radiotelevisión Española (RTVE) con el objetivo de seleccionar al representante de España para el Festival de la Canción de Eurovisión. Tuvo lugar en el Palacio de Deportes L'Illa de Benidorm, Comunidad Valenciana. La competición consta de dieciocho participantes —cada uno de ellos con una canción candidata—, repartidos entre las dos semifinales preliminares de nueve actuaciones por gala. En cada semifinal, las cuatro canciones más votadas entre los jurados profesionales (50%), el panel demográfico (25%) y el televoto (25%), pasarán directamente a la final. Durante la final vuelven a presentarse las ocho canciones clasificadas, con el mismo sistema de votación que en las semifinales.
Vicco compitió en la segunda semifinal, llevada a cabo el 2 de febrero de 2023, donde clasificó en segundo lugar acumulando 67 puntos del jurado profesional, 40 del público y 28 por medio del televoto, sumando 135 puntos totales. En la final de certamen, «Nochentera» consiguió un total combinado de 129 puntos en la final, concluyó su participación en el tercer puesto, detrás del tema «Eaea» (169) de Blanca Paloma y «Quiero arder» (145) de Agoney; obteniendo el mejor resultado por parte del jurado demoscópico.

## Recepción

### Comentarios de la crítica
Carlos Marcos, del periódico español El País, analizó las dieciocho composiciones aspirantes a representar a España en Eurovisión y expresó que «"Nochentera" es candorosa y bailable»; además agregó que es «una canción en una línea similar a la de Aitana que disfrutarán las niñas y los niños». De igual forma, Sebas E. Alonso de Jenesaispop opinó que la canción «tiene un fraseo muy Shakira, una producción muy Dua Lipa y un guiño a la Rihanna de "Umbrella". Pero sobre todo "Nochentera" está en los parámetros estéticos de los hits de Aitana».

### Desempeño comercial
Luego de publicada, la canción debutó con 30 919 reproducciones en Spotify, obteniendo el cuarto mejor debut entre las canciones aspirantes del Benidorm Fest 2023. Un mes después, la canción superó el millón de reproducciones en la plataforma, lo que la convirtió a Vicco en la primera artista de la edición en superar dicha cifra con su candidatura. En julio del mismo año, «Nochentera» se convirtió en la canción más reproducida de Benidorm Fest, superando el récord anterior sostenido por «SloMo» de Chanel (2022).
En España, debutó en el vigesimoctavo puesto en la listas PROMUSICAE durante la semana del 14 de febrero de 2023. En su segunda semana, protagonizó el mayor incremento en unidades del listado, ubicándose en el decimoséptimo lugar, tras subir once posiciones respecto a la anterior. Finalmente, en su decima semana, alcanzó la quinta posición y, a su vez, marcó su primera entrada dentro del top cinco.

### Premios y nominaciones
| Año  | Premiación         | Categoría       | Resultado | Ref.   |
| ---- | ------------------ | --------------- | --------- | ------ |
| 2023 | LOS40 Music Awards | Mejor canción   | Nominada  | [ 20 ] |
| 2024 | Premios Odeón      | Canción del año | Ganadora  | [ 21 ] |

## Créditos y personal
Adaptados desde Jaxsta.
- Vicco: voz, composición, producción
- Lali: voz, composición (versión remix)
- Joan Valls Paniza: composición
- Rubén Pérez Pérez: composición
- KICKBOMBO: producción, ingeniero de grabación
- Alex Ferrer: ingeniero de masterización
- Roger Rodes: ingeniero de mezcla

## Posicionamiento en listas

### Semanales
| País (Lista 2023)          | Posición más alta |
| -------------------------- | ----------------- |
| España (Top 50 radio)      | 1                 |
| España (Top 100 canciones) | 5                 |
| Spain Songs (Billboard)    | 5                 |
| Paraguay (SGP)             | 71                |

### Anuales
| País (Lista 2023)          | Posición más alta |
| -------------------------- | ----------------- |
| España (Top 50 radio)      | 3                 |
| España (Top 100 canciones) | 3                 |
| País (Lista 2024)          | Posición más alta |
| España (Top 50 radio)      | 37                |
| España (Top 100 canciones) | 42                |

## Certificaciones
| País   | Organismo certificador | Certificación | Ventas certificadas | Ref.   |
| ------ | ---------------------- | ------------- | ------------------- | ------ |
| España | Promusicae             | 9× Platino    | 540 000             | [ 31 ] |

## Remezcla con Lali

### Antecedentes y composición
Lali escuchó «Nochentera», por primera vez, luego que un amigo le haya recomendado escuchar el canción argumentando: «te va a gustar porque es pop, está bueno, es muy vos» y, según la cantante argentina, «le encantó». Posteriormente, la cantante buscó a Vicco en redes sociales y le escribió por privado para felicitarla por su tema. Más tarde, la catalana contestó con ilusión el mensaje y le propuso participar de la remezcla, explicó durante la entrevista para El HuffPost. Para su grabación, ambas artistas se realizaron a distancia.

### Recepción

#### Comentarios de la crítica
Mario Caridad de Los 40 expresó que «la introducción de Lali en la canción se iguala en calidad a la versión original, aportando su sello característico para introducir algunos cambios» y agregó que «Lali ha llegado para quedarse y para hacer la canción suya». El periódico español 20 Minutos comentó que «[la] mezcla, dota al tema de otra personalidad, sin perder la esencia de la original».

### Posicionamiento en listas

#### Semanales
| País (Lista 2023—2024)               | Posición más alta |
| ------------------------------------ | ----------------- |
| Argentina (Monitor Latino)           | 12                |
| Argentina Latino (Monitor Latino)    | 11                |
| España (Monitor Latino)              | 17                |
| España Pop Rhythmic (Monitor Latino) | 11                |
| Paraguay Pop (Monitor Latino)        | 16                |
| Perú Pop (Monitor Latino)            | 13                |

#### Anuales
| País (Lista 2024)                    | Posición más alta |
| ------------------------------------ | ----------------- |
| España (Monitor Latino)              | 81                |
| España Pop Rhythmic (Monitor Latino) | 48                |

## Historial de lanzamientos
| País   | Fecha                   | Formato(s)                  | Discográfica      | Ref.   |
| ------ | ----------------------- | --------------------------- | ----------------- | ------ |
| Varios | 18 de diciembre de 2022 | Descarga digital, streaming | Sony Music España | [ 43 ] |